# Burgsdorf
Burgsdorf är en ortsteil i staden Eisleben i Landkreis Mansfeld-Südharz i förbundslandet Sachsen-Anhalt i Tyskland. Burgsdorf var en kommun fram till den 1 januari 2010 när den uppgick i Eisleben. Burgsdorf hade 196 invånare 2009.